# Theodor Geyr
Theodor Geyr (* 3. Oktober 1895 in Dillingen an der Donau; † 14. Dezember 1953 in München) war ein deutscher Kirchenmaler.
Geyr erhielt seine Ausbildung an der Akademie der bildenden Künste in München bei Hermann Groeber. Nach dem Studium ließ er sich 1920 in Starnberg nieder.
Von Geyr stammen verschiedene Fresken, darunter ein Wandbild in der Pfarrkirche St. Maria in Starnberg, das in den Jahren 1936 und 1937 entstand, und das Altarbild Der Auferstandene mit Petrus und Paulus in der Christus-König-Kirche in Horrem aus dem Jahr 1937.
| Personendaten    | Personendaten          |
| ---------------- | ---------------------- |
| NAME             | Geyr, Theodor          |
| KURZBESCHREIBUNG | deutscher Kirchenmaler |
| GEBURTSDATUM     | 3. Oktober 1895        |
| GEBURTSORT       | Dillingen an der Donau |
| STERBEDATUM      | 14. Dezember 1953      |
| STERBEORT        | München                |